# Castro do Cresto
O Castro do Cresto é um castro situado na freguesia de Vitorino dos Piães, em Ponte de Lima. Trata-se de um povoado fortificado erigido durante a Idade do Ferro. Está implantado no topo de uma colina na bacia do rio Neiva, de onde se tem uma ampla vista panorâmica, sobretudo na zona de passagem do vale da Facha para o de Vitorino de Piães. O castro manteve-se ocupado durante o período Romano. Em 1990 foi classificado como Imóvel de Interesse Público.